# Sèrie 252 de Renfe
La Sèrie 252 de Renfe és una sèrie de 75 locomotores universals molt versàtils, derivades de la sèrie E120 dels Deutsche Bahn. Van ser demanades per Renfe l'any 1989 per disposar de locomotores aptes per 220 km/h, en vistes de la construcció del NAFA Madrid-Sevilla. Formen part del projecte EuroSprinter de Siemens, així que la construcció de les primeres 15 unitats va ser a càrrec del consorci Siemens - Krauss-Maffei, sent les restants construïdes sota llicència per CAF i Macosa.
Les locomotores 252 han rodat per 7 països diferents (Espanya, Alemanya, França, Luxemburg, Àustria, Txecoslovàquia i Itàlia) en proves.
Renfe va fer una comanda de 75 locomotores a aquests fabricants, 15 per a ample internacional (1.435 mm) i 60 per a ample ibèric (1.668 mm). Aquestes locomotores es poden veure avui dia per tota la geografia espanyola de les línies ferroviàries electrificades.
- Línies: la majoria de les línies electrificades d'ADIF en amples UIC i ibèric
- Fabricants: CAF, Macosa (ara Vossloh), Siemens i Krauss-Maffei
- Unitats: 75 (originalment 1 a 15 en ample UIC) i (16 a 75, ample ibèric)
- Any de posada en servei: 1991
- Velocitat màxima: 200 km/h comercial, 220 km/h homologades, encara que posseeixen un rècord en 302 km/h realitzant proves en la LAV Madrid - Sevilla
- Potència total: 5600 kW
- Electrificació: 3 kV (CC) i 25 kV 50 Hz (CA)
- Amples de via: 1.435 mm (UIC) i 1.668 mm (Renfe)

Les locomotores EuroSprinter són una evolució de les sèries I120 DB i 252 de Renfe Operadora. La sèrie 5600 dels CP és equivalent.
Algunes locomotores són utilitzades en la línia d'alta velocitat Figueres - Perpignan (França) amb ERTMS i adaptació per l'1.5 kV francès per donar tracció a trens de mercaderies
Serveis

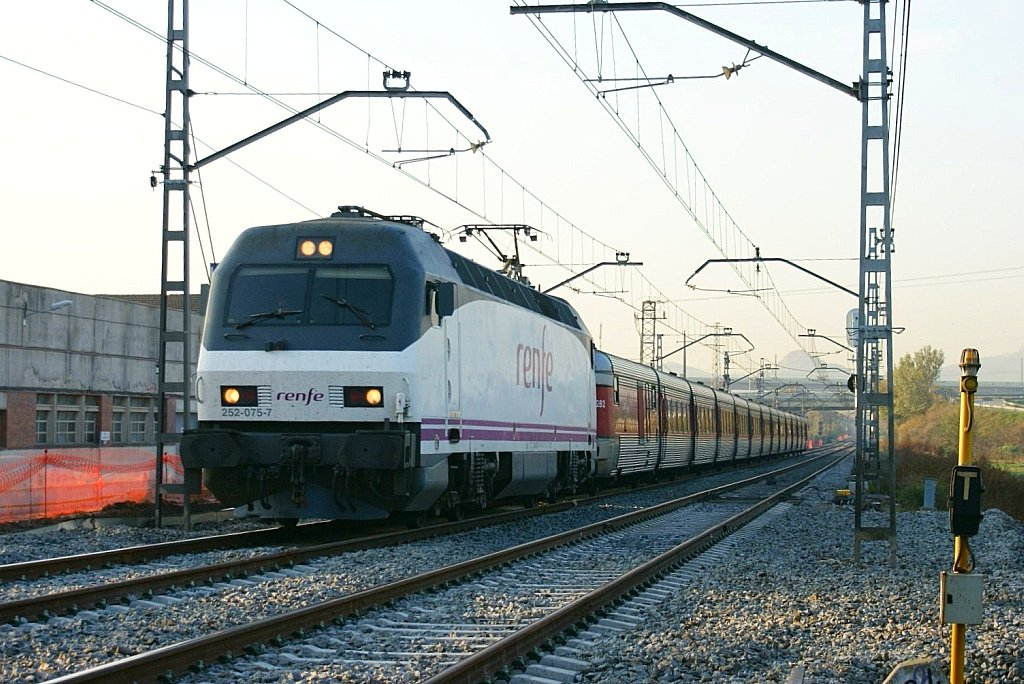
Catalan Talgo amb la branca 2B2 i traccionado per la locomotora elèctrica 252.075 de Renfe Operadora just abans de fer entrada en l'estació de Mollet-Sant Fost.

El 31 de maig de 1992: Primer servei comercial a 180 km/h Talgo 200 Madrid - Màlaga. També com a exploradores en la LAV Madrid - Sevilla. Més tard les locomotores van prenent la tracció d'altres trens remolcats per les LAV.
El 27 de maig la velocitat màxima es va elevar a 200 km/h. El nombre de locomotores en ample estàndard varia entre 10 i 21 segons els moments.
A partir de 1993 van començar a traccionar trens de passatgers a la xarxa convencional.
Aquestes locomotores es poden veure avui dia per pràctica totalitat de les línies electrificades d'ADIF en els amples UIC i ibèric. En general, només arrosseguen trens de passatgers. Des de la implantació de les sèries 130 i sèries 120, i la forta disminució de trens remolcats, el seu ús ha disminuït i s'especula amb la seva utilització per a mercaderies.
Proves i rècords:
Les primeres unitats van arribar en 1991 per realitzar proves. El 28 de novembre de 1991 la unitat 252.002 va batre el rècord espanyol de velocitat en la LAV Madrid - Sevilla (256 km/h).
Maig de 1994: La unitat 252.009, modificada per a l'ocasió, arriba a 303 km/h, rècord vigent de velocitat d'una locomotora a Espanya, arrossegant cotxes experimentals de Talgo Pendular en la (LAV Madrid - Sevilla) entri i Urda (Toledo) dins de les proves per a desenvolupar el Talgo 350.
Modificació d'algunes locomotores a Tri-tensió:
Primer servei comercial de mercaderies en ample estàndard entre l'estació de Morrot i la frontera francesa circulant per Branc de mercaderies El Morrot-Can Tunis-Castellbisbal. El tren que va protagonitzar aquest històric moment del ferrocarril espanyol, va anar l'el TECO Barcelyon Express, tren que abans anava per via convencional fins a Portbou. Les locomotores 252.017 i 252.028 asseguren la tracció. Cornellà de Llobregat.
Quatre locomotores van ser modificades en 2010 per circular sota 1500 V (conservant 25 kV i 3 kV) i així arrossegar trens de mercaderies entre el Port de Barcelona i Perpinyà en ample internacional a partir del 21 de desembre de 2010.

## Accidents
De les 75 locomotores inicials segueixen circulant 72 d'elles, havent estat les 3 restants desballestades per diversos accidents:
- 24 de desembre de 1995: La 252.054 que portava el tren nocturn Estrella Gibralfaro Barcelona-Màlaga, va caure frontalment pel pont de les Corredisses, en Despeñaperros, a causa d'un corriment de terres. Va arrossegar després de si una plataforma Autoexpreso i un cotxe de viatgers Sèrie 10000 quedant tots dos en un increïble equilibri. Van morir el maquinista i el seu ajudant, encara que no va caldre lamentar víctimes entre els viatgers. Va ser desballestada dos anys després de l'accident.

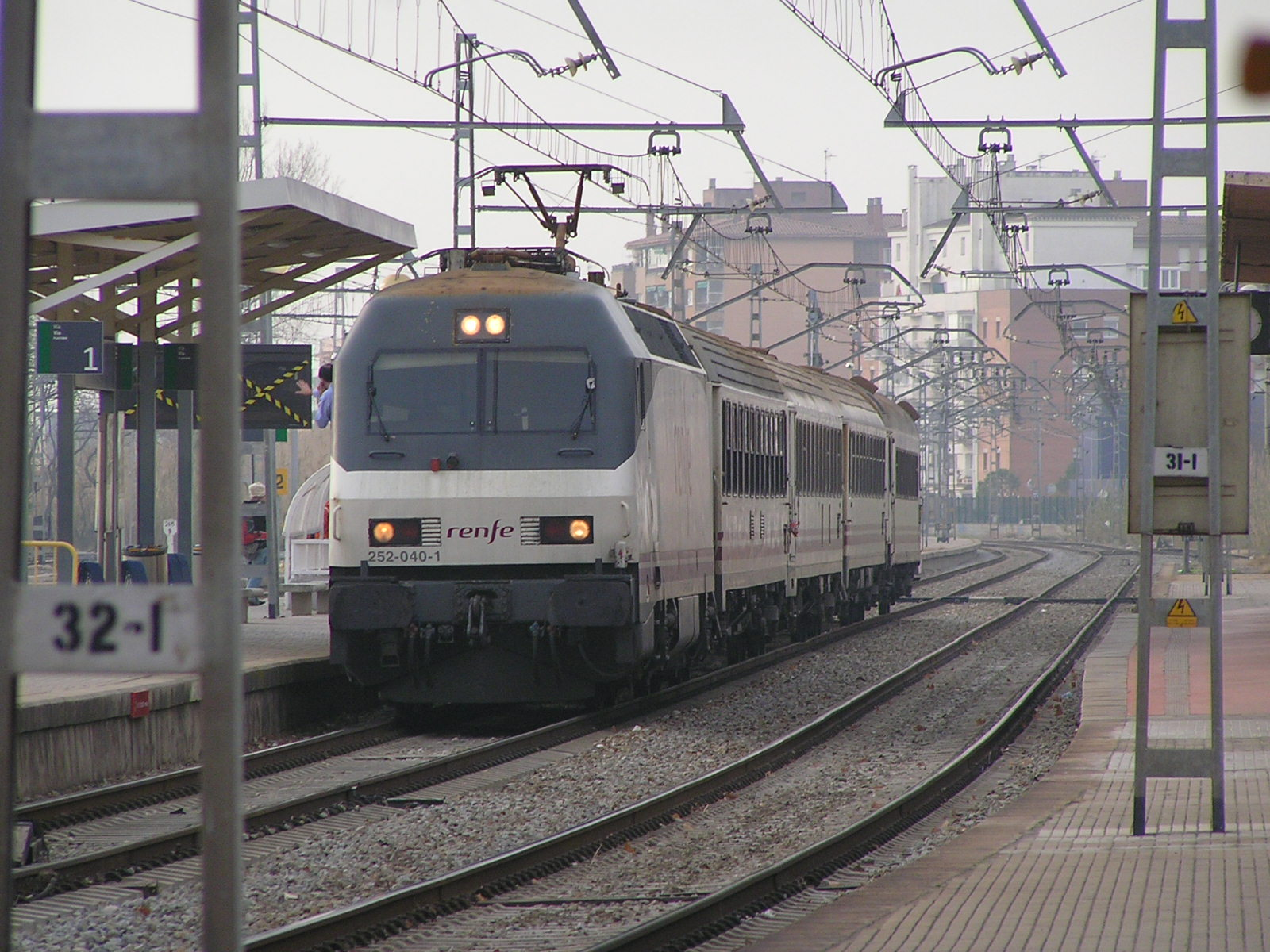
L'Estrella Costa Brava, amb la locomotora 252.040 al capdavant, fent parada a Figueres.

- 11 de novembre de 2002: La 252.062 col·lideix a Villanueva (Saragossa) contra un camió que treballava en les obres de la Línia d'Alta Velocitat Zaragoza-Huesca. Va ser desballestada en el TCR de Villaverde en 2010.

- 11 d'abril de 2005: La 252.009, la qual ostentava el rècord de velocitat amb 302 km/h, es va incendiar a l'estació de Sevilla Santa Justa. Desballestada en els tallers de la Sagra en 2011.